# Panagiotis Glikos
Panagiotis Glikos (en griego: Παναγιώτης Γλύκος; Volos, 10 de octubre de 1986) es un exfutbolista griego que jugaba en la demarcación de portero.

## Biografía
En 2004 el Olympiakos Volou le subió al primer equipo tras haber jugado durante tres años en el equipo filial, debutando así en la Gamma Ethniki. Después de jugar durante tres temporadas, y dejando al equipo jugando la Beta Ethniki, fue traspasado al PAOK Salónica FC por dos años. Al tener pocas oportunidades de jugar, el club lo dio en calidad de cedido de nuevo al Olympiakos Volou. Dicha temporada ganó la Beta Ethniki, ascendiendo de esta manera a la máxima liga griega. Tras un breve paso por el Agrotikos Asteras, también como cedido, volvió al PAOK Salónica FC, club en el que juega hasta la fecha. Llegó a ser elegido mejor jugador del club en enero y febrero.

## Selección nacional
Fue convocado por primera vez por la selección de fútbol de Grecia el 31 de agosto de 2012 por el entrenador Fernando Santos, aunque no llegó a debutar. Su debut llegó el 5 de marzo de 2014 en un partido amistoso contra Corea del Sur. Además Fernando Santos le incluyó en la lista preliminar para jugar la Copa Mundial de Fútbol de 2014, mundial que jugó tras ser incluido en la lista definitiva.

### Participaciones en Copas del Mundo
| Mundial                        | Sede   | Resultado        |
| ------------------------------ | ------ | ---------------- |
| Copa Mundial de Fútbol de 2014 | Brasil | Octavos de final |

## Clubes
| Club                       | País   | Año       | Partidos | Goles |
| -------------------------- | ------ | --------- | -------- | ----- |
| Olympiakos Volou           | Grecia | 2004-2007 | 20       | 0     |
| PAOK de Salónica F. C.     | Grecia | 2007-2009 | 2        | 0     |
| Olympiakos Volou (cedido)  | Grecia | 2009-2010 | 6        | 0     |
| Agrotikos Asteras (cedido) | Grecia | 2010-2011 | 9        | 0     |
| PAOK de Salónica F. C.     | Grecia | 2011-2019 | 163      | 0     |
| Apollon Larissa F. C.      | Grecia | 2020-2021 | 9        | 0     |

## Palmarés

### Campeonatos nacionales
| Título              | Club                   | País   | Año  |
| ------------------- | ---------------------- | ------ | ---- |
| Beta Ethniki        | Olympiakos Volou       | Grecia | 2010 |
| Copa de Grecia      | PAOK de Salónica F. C. | Grecia | 2017 |
| Copa de Grecia      | PAOK de Salónica F. C. | Grecia | 2018 |
| Superliga de Grecia | PAOK de Salónica F. C. | Grecia | 2019 |
| Copa de Grecia      | PAOK de Salónica F. C. | Grecia | 2019 |